# Camp de Boizenburg
 (octobre 2024).
Si vous disposez d'ouvrages ou d'articles de référence ou si vous connaissez des sites web de qualité traitant du thème abordé ici, merci de compléter l'article en donnant les références utiles à sa vérifiabilité et en les liant à la section « Notes et références ».
Le camp de Boizenburg est une unité de travail forcé dépendant du camp de concentration de Neuengamme, située au sommet du Elbberg, à côté du village de Boizenburg, dans le Mecklenbourg, et dont les déportées étaient mises à la disposition de l'entreprise d'armement Thomsen & Cie.

## Création
En août 1944, l'administration SS de Neuengamme investit un ancien camp de prisonniers situé à Boizenburg. Il est constitué de quatre baraques, des douches, des toilettes, une cuisine et une infirmerie, ainsi que des bureaux et des logements pour les SS.
400 déportées juives hongroises y sont transférées depuis le camp de transit C (Durchgangslager) d´Auschwitz-Birkenau,.

## Travail forcé
Les détenues travaillent (aux côtés d'ouvriers allemands et de prisonniers de guerre) jusqu'à douze heures par jour, en deux équipes de jour et de nuit, à  produire, pour l´entreprise Thomsen & Cie, des pièces d'avions de chasse.
En mars 1945, le camp est visé par des bombardements alliés et les détenues doivent déblayer les décombres,.

## Évacuation
Le Kommando de Boizenburg est évacué le 28 avril 1945, à l´approche des Alliés : les femmes doivent partir à pied en direction de Wöbbelin. Le 2 mai 1945, elles sont libérées, après cinq jours de marche, par une unité de parachutistes américains, dans les environs de Gross-Laasch,.

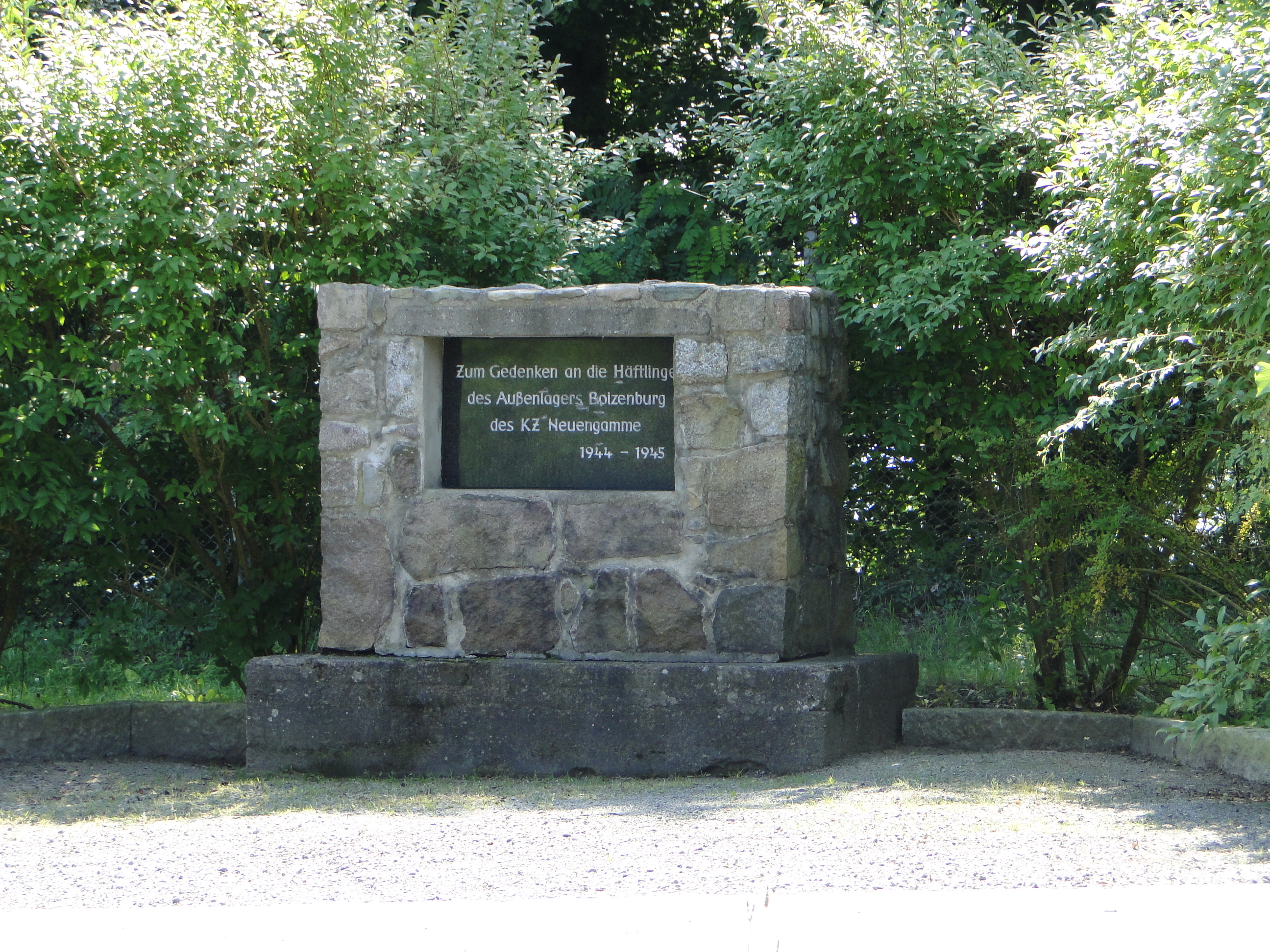
Plaque commémorative rappelant l'existence des déportées juives hongroises du Kommando Boizenburg.

## Mémorial
En 1969, un monument est érigé sur le site. Au début des années 1990, les cuisines du camp, laissées en l’état, sont classées monument historique. Elles abritent le musée Elbberg de Boizenburg qui présente des expositions sur le camp.